# Exeter Chiefs
Exeter Chiefs – angielski klub rugby z miasta Exeter, założony w 1871 roku.

## Stadion
Od swoich początków klub był związany z boiskiem County Ground Stadium gdzie rozgrywał swoje mecze. Stadion zapisał się w historii w roku 1905 jako pierwszy na którym reprezentacja Nowej Zelandii rozegrała swój oficjalny mecz na północnej półkuli, wtedy też po raz pierwszy użyto nazwy "All Blacks" w stosunku do Nowozelandczyków, która to nazwa jest używana po dziś dzień. W 2002 roku klub podjął decyzję o przeniesieniu swojej siedziby do Sandy Park. W roku 2013 klub ogłosił plany rozbudowy obiektu do pojemności 20 tys., jest to minimalna liczba miejsc jaką musi posiadać stadion, aby móc organizować mecze fazy pucharowej w rozgrywkach międzynarodowych. 

## Historia
Zespół grał w niższych ligach aż do 1997 roku gdy awansował do National One (odpowiednik drugiej ligi), przez 13 sezonów, które spędzili w niższej lidze, przylgnęła do nich łatka "the nearly men", gdyż wielokrotnie byli bardzo blisko awansu. W sezonie 2009/10 zespół zdobył mistrzostwo ligi National One i tym samym awansował do Premiership. W debiutanckim sezonie w najwyższej klasie rozgrywkowej drużyna zajęła 8 miejsce. 

## Trofea
- Mistrzostwa Anglii:
  - zwycięzca: 2017, 2020
  - finalista: 2016, 2018, 2019, 2021
- Anglo-Welsh Cup:
  - zwycięzca: 2014, 2018
  - finalista: 2015, 2017
- European Rugby Champions Cup:
  - zwycięzca: 2020